# Пратес, Карлус
Ка́рлус Аугу́сту Монте́йру Пра́тес (порт.-браз. Carlos Augusto Monteiro Prates; род. 17 августа 1993 год, Таубате, Сан-Паулу, Бразилия) — бразильский боец смешанного стиля и бывший боец муай-тай, выступающий в Ultimate Fighting Championship в полусредней весовой категории. Занимает 9 строчку официального рейтинга UFC полусреднем весе. Бывший чемпион Standout Fighting Tournament в полусреднем весе.

## Биография
Пратес родился 17 августа 1993 года в Таубате, Сан-Паулу, Бразилия, в семье матери-одиночки. В подростковом возрасте он начал заниматься муай-тай в команде Vale Top Team, а через четыре года начал карьеру в смешанных единоборствах. После четвертого поражения Пратес переехал в Таиланд, где изучал муай-тай и участвовал в соревнованиях, а в 2016 году вернулся в ММА.

## Карьера в смешанных единоборствах
Профессиональный дебют Пратеса в ММА состоялся в 2012 году, но начало его карьеры было нелёгким. За первые девять боев он столкнулся с рядом проблем, закончив их с результатом 5-4. Эти неудачи отчасти объяснялись тем, что он выступал в неподходящей весовой категории и не соблюдал дисциплину на тренировках. В конце концов, Пратес отточил свои навыки и нашёл свой путь, особенно после длительного пребывания в Таиланде, где он получил ценный опыт в муай-тай.
Пратес много дрался на азиатской сцене ММА, участвуя в таких соревнованиях, как китайский Chin Woo Men и таиландский Full Metal Dojo. В 2016 году Пратес сразился с ливанцем Юсефом Вехбе на турнире Full Metal Dojo 8 и одержал победу удушением сзади в Пхукете, Таиланд. В 2019 году он также присоединился к серии бойцов ONE Championship, где добился признания благодаря победам над такими бойцами, как, например, Гюнтер Калунда. С 2012 по 2023 год Пратес набрал рекорд 15-6, после чего был приглашён в Претендентскую серию Дэйны Уайта.

## Карьера в UFC
Пратес дебютировал в Претендентской серии Дэйны Уайта на 4-й неделе 7-го сезона. Он победил нокаутом во втором раунде и получил контракт с UFC.
Дебют Пратеса в UFC состоялся 10 февраля 2024 года на турнире UFC Fight Night: Херманссон vs. Пайфер против Тревина Джайлса. Пратес одержал победу нокаутом во втором раунде, за что получил бонус «Лучшее выступление вечера».
Позже Пратес сразился на турнире UFC on ESPN: Каннонир vs. Имавов против Чарльза Радтке, где он одержал победу ударом коленом в корпус в первом раунде, что принесло ему ещё один бонус «Выступление вечера».
Пратес совершил свой PPV-дебют на UFC 305 18 августа 2024 года против Ли Цзинляна. Он победил нокаутом левым хуком после того, как дважды бросил Цзинляна, став первым, кто нокаутировал Цзинляна. Это принесло ему третий подряд бонус «Выступление вечера».
Пратес провёл свое первое главное событие на UFC Fight Night: Магни vs. Пратес против ветерана Нила Магни. Пратес защитил все 7 тейкдаунов Магни и дважды повалил его, победив нокаутом за 4 минуты и 50 секунд до конца первого раунда. Это принесло Пратесу четвёртую подряд награду «Выступление вечера».
Пратес должен был встретиться с Джеффом Нилом 12 апреля 2025 года на UFC 314. Однако Нил снялся с боя по неизвестным причинам, и поединок был впоследствии отменен.
26 апреля 2025 года Пратес встретился с Иэном Мачадо Гэрри в главном событии турнира UFC on ESPN: Мачадо Гэрри vs. Пратес. Он проиграл бой единогласным решением судей.

## Титулы и достижения
Ultimate Fighting Championship
- Обладатель премии «Выступление вечера» (4 раза)

Standout Fighting Tournament (SFT)
- Чемпион в полусреднем весе (один раз; бывший)

## Статистика в MMA
| Боёв 29  | Побед 22 | Поражений 7 |
| -------- | -------- | ----------- |
| Нокаутом | 17       | 2           |
| Сдачей   | 3        | 3           |
| Решением | 2        | 2           |

| Результат | Рекорд | Соперник                  | Способ                              | Турнир                                  | Дата             | Раунд | Время | Место                     | Примечание                                     |
| --------- | ------ | ------------------------- | ----------------------------------- | --------------------------------------- | ---------------- | ----- | ----- | ------------------------- | ---------------------------------------------- |
| Победа    | 22-7   | Джефф Нил                 | KO (удар локтем с разворота)        | UFC 319                                 | 16 августа 2025  | 1     | 4:59  | Чикаго, Иллинойс, США     | «Выступление вечера» (5)                       |
| Поражение | 21-7   | Иэн Гэрри                 | Единогласное решение                | UFC on ESPN: Мачадо Гэрри vs. Пратес    | 26 апреля 2025   | 5     | 5:00  | Канзас-Сити, Миссури, США |                                                |
| Победа    | 21-6   | Нил Магни                 | KO (удар)                           | UFC Fight Night: Магни vs. Пратес       | 9 ноября 2024    | 1     | 4:50  | Лас-Вегас, Невада, США    | «Выступление вечера» (4)                       |
| Победа    | 20-6   | Ли Цзинлян                | KO (апперкот)                       | UFC 305                                 | 17 августа 2024  | 2     | 4:02  | Перт, Австралия           | «Выступление вечера» (3)                       |
| Победа    | 19-6   | Чарльз Радтке             | KO (удар коленом в корпус)          | UFC Fight Night: Каннонир vs. Имавов    | 8 июня 2024      | 2     | 2:33  | Луисвилл, Кентукки, США   | «Выступление вечера» (2)                       |
| Победа    | 18-6   | Тревин Джайлз             | KO (удар)                           | UFC Fight Night: Херманссон vs. Пайфер  | 10 февраля 2024  | 2     | 2:54  | Лас-Вегас, Невада, США    | Дебют в UFC; «Выступление вечера» (1)          |
| Победа    | 17-6   | Митч Рамирес              | TKO (удары)                         | Dana White's Contender Series 60        | 29 июля 2023     | 3     | 5:00  | Лас-Вегас, Невада, США    | Бой за контракт с UFC                          |
| Победа    | 16-6   | Эдуарду Рамон             | KO (удар коленом в голову в прыжке) | LFA 154                                 | 10 марта 2013    | 1     | 2:25  | Сан-Паулу, Бразилия       |                                                |
| Победа    | 15-6   | Моасир Роша               | KO (удары)                          | LFA 146                                 | 4 ноября 2022    | 1     | 4:15  | Сан-Паулу, Бразилия       |                                                |
| Победа    | 14-6   | Шарлис ди Оливейра Сантус | KO (удар)                           | Standout Fighting Tournament 37         | 3 сентября 2022  | 1     | 3:14  | Сан-Паулу, Бразилия       | Завоевал титул чемпиона SFT в полусреднем весе |
| Победа    | 13-6   | Тафаррел Бразил           | KO (удар)                           | Standout Fighting Tournament 35         | 11 июня 2022     | 2     | 1:52  | Сан-Паулу, Бразилия       |                                                |
| Победа    | 12-6   | Алан Силва                | TKO (удары)                         | Standout Fighting Tournament 32         | 18 декабря 2021  | 1     | 1:21  | Сан-Паулу, Бразилия       |                                                |
| Победа    | 11-6   | Джозеф Лучано             | Единогласное решение                | ONE Warrior Series 9                    | 4 декабря 2019   | 3     | 5:00  | Сингапур                  |                                                |
| Поражение | 10-6   | Гаджимурад Абдулаев       | Единогласное решение                | ONE Warrior Series 6                    | 20 июня 2019     | 3     | 5:00  | Сингапур                  |                                                |
| Победа    | 10-5   | Гюнтер Калунда Нгунза     | KO (удар ногой в корпус)            | ONE Warrior Series 5                    | 25 апреля 2019   | 1     | 5:00  | Сингапур                  |                                                |
| Победа    | 9-5    | Курбанцзян Тулуосибаке    | TKO (удары)                         | WLF W.A.R.S. 30                         | 14 декабря 2018  | 1     | 0:28  | Хэнань, Китай             |                                                |
| Победа    | 8-5    | Цзян Тао                  | TKO (удары)                         | Chin Woo Men 2016-17 Season, Stage 6    | 7 апреля 2017    | 2     | 3:35  | Гуанчжоу, Китай           |                                                |
| Поражение | 7-5    | Михаил Романчук           | TKO (удары)                         | Chin Woo Men 2016-17 Season, Stage 2    | 7 января 2017    | 1     | 2:03  | Хэнань, Китай             |                                                |
| Победа    | 7-4    | Цзимин Сан                | Сдача (удушение сзади)              | Chin Woo Men 2016-17 Season, Stage 1    | 6 ноября 2016    | 1     | 4:58  | Гуанчжоу, Китай           |                                                |
| Победа    | 6-4    | Юсеф Вехбе                | Сдача (удушение сзади)              | Full Metal Dojo 8                       | 10 января 2016   | 2     | 2:56  | Пхукет, Таиланд           |                                                |
| Поражение | 5-4    | Ари Сантус                | Сдача (удушение сзади)              | MMA Super Heroes 6                      | 25 октября 2014  | 1     | 3:24  | Сан-Паулу, Бразилия       |                                                |
| Победа    | 5-3    | Бруну Перейра             | Сдача (Армбар)                      | Strong Fight Combat: Silva vs. Ferreira | 14 июня 2014     | 3     | 2:13  | Сан-Паулу, Бразилия       |                                                |
| Поражение | 4-3    | Клаудиери Фрейтас         | Сдача (треугольник)                 | Premium Fight Championship 3            | 22 ноября 2013   | 1     | 3:10  | Сан-Паулу, Бразилия       |                                                |
| Победа    | 4-2    | Косми Сантус              | KO (удар ногой в корпус)            | Brazil Combate 2                        | 10 ноября 2013   | 1     | 2:21  | Сан-Паулу, Бразилия       |                                                |
| Поражение | 3-2    | Диогу Кавалканти          | Сдача (скручивание пятки)           | Standout Fighting Tournament 1          | 20 сентября 2012 | 1     | 4:54  | Сан-Паулу, Бразилия       |                                                |
| Победа    | 3-1    | Родригу Аро               | Решение большинства                 | Detonic Fight 2                         | 11 мая 2013      | 3     | 5:00  | Минас-Жерайс, Бразилия    |                                                |
| Поражение | 2-1    | Рафаэл Нунис              | TKO (удары)                         | Max Fight 13                            | 13 мая 2012      | 1     | 2:15  | Сан-Паулу, Бразилия       |                                                |
| Победа    | 2-0    | Ренату да Силва мл.       | TKO (удары)                         | Romani Fight Brasil 1                   | 24 марта 2012    | 3     | 4:08  | Сан-Паулу, Бразилия       |                                                |
| Победа    | 1-0    | Сержиу Виейра             | TKO (удары)                         | Max Fight 11                            | 17 марта 2012    | 2     | 2:05  | Сан-Паулу, Бразилия       | Дебют в полусреднем весе                       |